# Barrage de Djibouti
Le barrage de Djibouti est une infrastructure militaire ayant existé entre 1966 et 1982, servant de barrière de séparation, installée autour de la presqu'île où se trouve la ville de Djibouti, l'isolant du reste du territoire (Côte française des Somalis, puis Territoire français des Afars et des Issas, et après son indépendance, république de Djibouti). Elle a pour but de contrôler les accès terrestres, officiellement en particulier les migrations somalies.
Certains auteurs l'ont qualifié de « mur de la honte ».

## Historique
En août 1966, un passage du général de Gaulle, président de la République française, en Côte française des Somalis, suscite une revendication d'indépendance qui est sévèrement réprimée par les militaires français sur place (gendarmerie mobile et Légion étrangère principalement).
Le 14 septembre 1966, un obstacle continu est installé autour de la ville, au prétexte d'une grève des dockers du port de Djibouti et de la poursuite des affrontements. Seuls trois accès terrestres sont autorisés : route de Loyada, route d'Arta et chemin de fer.
Le « Barrage » est finalement démantelé en 1982, cinq ans après l'indépendance du territoire et alors que la désintégration de la Somalie a commencé après sa défaite lors de la guerre de l'Ogaden contre l'Éthiopie.
Au cours de son existence, et malgré sa vocation affirmée, la population de la ville de Djibouti a officiellement triplé.

## Description
Le premier tracé du « barrage » est miné, mais des inondations en février 1967 entraînent une dispersion des explosifs, qui ne seront pas réinstallés. Le « Barrage » se renforce cependant progressivement, avec l'ajout de barrières successives, de fils barbelés, de systèmes éclairants, de miradors, de pistes de surveillance, d'esquifs légers pour contrôler les plages, etc.
Il est gardé en continu par des militaires français : la 13e DBLE et le 5e RIAOM (anciennement 57e RIAOM), qui ont le droit d'ouvrir le feu lors des tentatives de franchissement selon des règles variables. Les accès sont contrôlés par la gendarmerie assistée de miliciens locaux.
Dès mars 1967, on y ajoute un « centre d'enfermement pour étrangers » à La Poudrière, tandis qu'apparaît un appendice inévitable, le village des rejetés du « Barrage » : Balbala.
En 1973, il se développe sur 14 kilomètres, le long d'un tracé qui ne change plus ensuite.